# Narciso de Foxá
Narciso de Foxá Alfaro est un homme politique espagnol membre du Parti populaire (PP), né le 10 avril 1951 à Madrid.
Il est élu conseiller municipal de Majadahonda en 1991. Il est maire de Majadahonda entre 2005 et 2019.